# Euphaedra gausape
Euphaedra gausape är en fjärilsart som beskrevs av Butler 1865. Euphaedra gausape ingår i släktet Euphaedra och familjen praktfjärilar. Inga underarter finns listade i Catalogue of Life.